# Castillo Iwakuni
El Castillo Iwakuni (岩国城 Iwakunijō?) es un Castillo japonés en Iwakuni, en la prefectura de Yamaguchi, Japón.

## Historia
Este castillo fue construido por Kikkawa Hiroie de 1601 a 1608 como su castillo personal. Kikkawa fue un criado de un vasallo del Shogún bajo el clan Mori. El castillo fue desmantelado en el periodo Ikkoku-ichijo (一国一城 lit. “Un castillo por Provincia”?) establecido en el 1615. El famoso Puente Kintai era originalmente un puente hacia la puerta principal del castillo. Después de la destrucción del castillo, Kikkawa usó parte del viejo castillo como su residencia oficial. Una réplica del castillo se erigió en una colina cerca del río Nishiki y del Puente Kintai en la ciudad de Iwakuni, en la prefectura de Yamaguchi. El clan Kikkawa mantuvo en su poder este castillo y el feudo Iwakuni, el cual estaba valorado en 30,000 koku y posteriormente en 60,000.